# Логистический центр Внуково
Логистический центр «Внуково» — предприятие «Почты России», осуществляющее таможенное оформление международной и сортировку международной и внутрироссийской почтовой корреспонденции. Это самый крупный сортировочный центр «Почты России», в 2018 году он обрабатывал около 80 % международных почтовых отправлений.
Логистический центр «Внуково » оснащён высокопроизводительным оборудованием для автоматизированной сортировки почты.
С 2024 года логистический центр «Внуково » предоставляет интернет-магазинам услуги фулфилмента, Third Party Logistics и сортировки заказов.

## История
Логистический центр «Внуково» начал работу в ноябре 2013 года.
В первые дни работы новый сортировочный центр обрабатывал четверть международных посылок, пересылаемых через «Почту России».
В 2018 году пропускная способность логистического центра «Внуково» составила 1,5 млн почтовых отправлений в сутки.
Численность работников логистического центра «Внуково »в 2018 году составляла 2700 человек.
В начале 2019 года «Почта России» запустила автоматизированный логистический центр «Внуково-2», предназначенный для обработки внутрироссийской корреспонденции, преимущественно — посылок из интернет-магазинов. Этот ЛЦ стал вторым по величине и пропускной способности в России после запущенного в 2013 году ЛЦ «Внуково» («Внуково-1»), обрабатывающего преимущественно международную корреспонденцию.

## Подразделения ЛЦ Внуково
Логистический центр «Внуково »состоит из пяти цехов.
Одним из подразделений логистического центра «Внуково» «Почты России» является место международного почтового обмена (ММПО) «Внуково», которое проводит таможенное оформление международных посылок.
Другое подразделение — сортировочный центр «Шарапово», занимающийся сортировкой почтовых отправлений, преимущественно международных (цех № 1 ЛЦ «Внуково», почтовый индекс 102975; также отделение почтовой связи 102976).